# Ardillon

Ardillon d'hameçon.

L'ardillon est, sur les hameçons, la contre-pointe empêchant le poisson de se décrocher. Il s'agit alors d'hameçons à pointe barbelée ou d'hameçons barbelés.
C'est, aussi, dans la boucle d'une ceinture ou d'un ceinturon, la partie mobile que l'on entre dans l'un des trous, afin de mieux fixer la ceinture. Cette partie est également nommée gabrion en Occitanie.
L'ardillon est aussi un obstacle antipersonnel constitué d'un petit piquet aiguisé dépassant du sol, destiné à blesser des assaillants. Ces ardillons peuvent servir de point d'ancrage aux barbelés.

## Notes et références

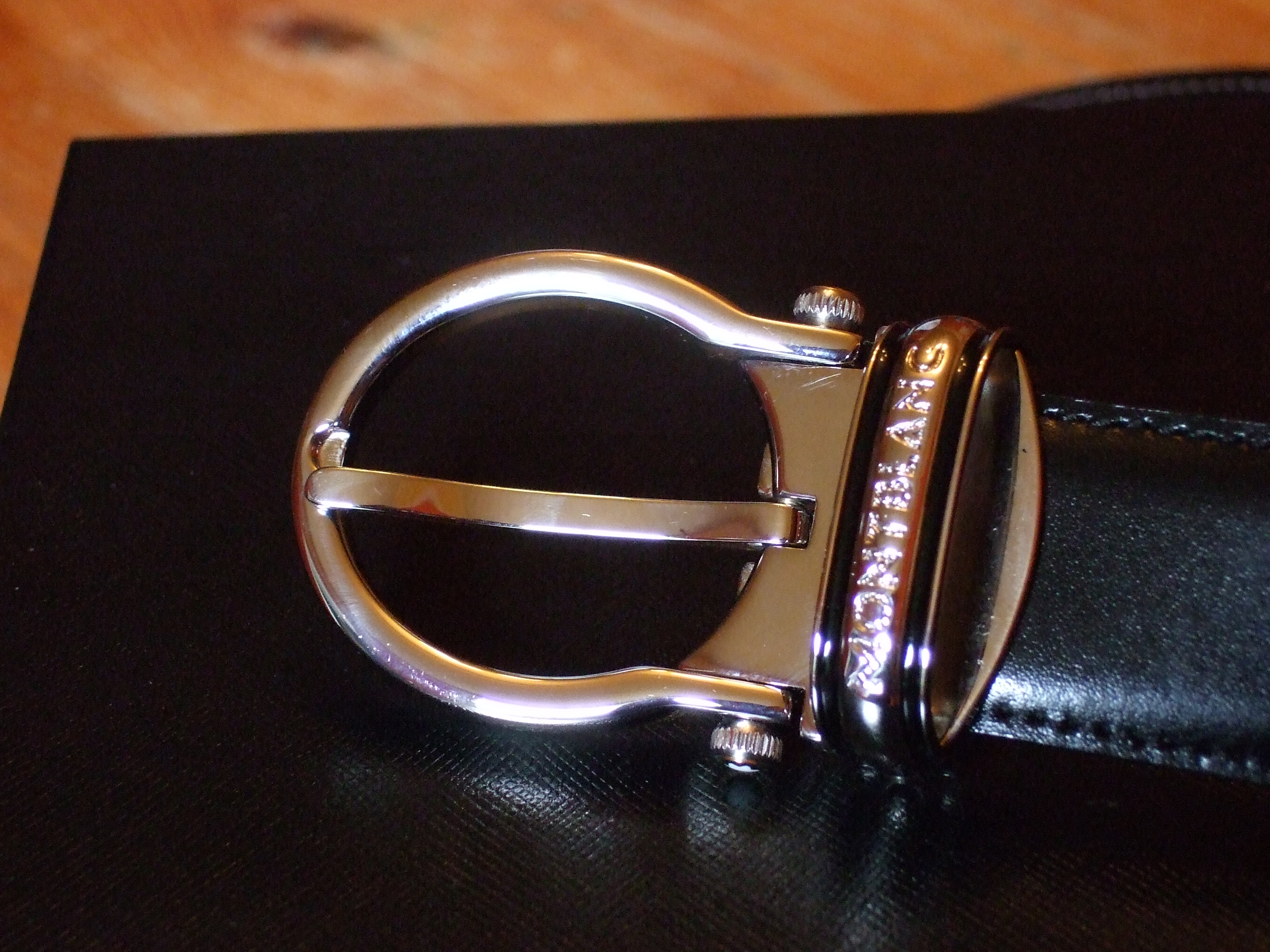
Ardillon dans une boucle de ceinture.